# Nacho Fernández
Ignacio Martín „Nacho” Fernández (ur. 12 stycznia 1990 w Castelli) – argentyński piłkarz występujący na pozycji ofensywnego lub środkowego pomocnika, reprezentant Argentyny, od 2023 roku zawodnik River Plate.

## Kariera klubowa
Fernández urodził się w Castelli, jednak wychowywał się w małej miejscowości Dudignac w prowincji Buenos Aires. Jest najmłodszym z czwórki rodzeństwa, jego rodzice byli lekarzami klinicznymi. Treningi piłkarskie rozpoczynał w lokalnej amatorskiej ekipie CASD Dudignac. W wieku trzynastu lat przeniósł się do La Platy, gdzie mieszkało już kilkoro członków jego rodziny – ciocia, babcia, a także brat i siostra studiujący w tym mieście. Po przeprowadzce dołączył do akademii juniorskiej klubu Gimnasia y Esgrima La Plata, początkowo występując na pozycji bocznego obrońcy; dopiero potem został przekwalifikowany na środkowego pomocnika. Do pierwszej drużyny został włączony przez tymczasowego szkoleniowca Pablo Moranta i w argentyńskiej Primera División zadebiutował 2 października 2010 w przegranym 2:4 spotkaniu z Argentinos Juniors. Do końca rozgrywek nie pojawił się już na boisku, a Gimnasia spadła wówczas do drugiej ligi.
W lipcu 2011 – bezpośrednio po spadku Gimnasii – Fernández udał się na wypożyczenie do trzecioligowego CA Temperley. Okazało się to udanym ruchem – w barwach Temperley spędził rok w roli podstawowego zawodnika, a po powrocie do Gimnasii wywalczył sobie niepodważalne miejsce w wyjściowym składzie. W rozgrywkach 2012/2013 awansował z nią z powrotem do najwyższej klasy rozgrywkowej. Premierowego gola w pierwszej lidze strzelił 17 sierpnia 2013 w wygranej 3:1 konfrontacji z Rosario Central. Szybko został wyróżniającym się graczem swojej ekipy, a ogółem w barwach Gimnasii spędził cztery i pół roku, nie odnosząc jednak poważniejszych sukcesów zarówno na arenie krajowej, jak i międzynarodowej. Jego udane występy zaowocowały zainteresowaniem ze strony klubów meksykańskich, brazylijskich i czołowych argentyńskich.
W styczniu 2016 Fernández przeszedł do krajowego giganta – CA River Plate ze stołecznego Buenos Aires. Kwota transferu wyniosła 2,1 miliona dolarów (za 70% praw do karty zawodniczej). Szybko został podstawowym zawodnikiem środka pola w taktyce trenera Marcelo Gallardo. Jeszcze w tym samym roku wygrał z River superpuchar Ameryki Południowej – Recopa Sudamericana i zdobył puchar Argentyny – Copa Argentina. W sezonie 2016/2017 wywalczył natomiast wicemistrzostwo Argentyny, dokładając do tego drugi z rzędu Copa Argentina i drugie miejsce w superpucharze Argentyny – Supercopa Argentina.

## Kariera reprezentacyjna
W seniorskiej reprezentacji Argentyny Fernández zadebiutował za kadencji selekcjonera Jorge Sampaolego, 13 czerwca 2017 w wygranym 6:0 meczu towarzyskim z Singapurem.